# Дзябенко Яків Мартинович
Я́ків Марти́нович Дзябенко (*6 жовтня 1892, Матяшівка — †1 березня 1959, Карлсруе) — військовий і громадський діяч, старшина охорони Головного отамана Армії УНР С. Петлюри, ад'ютант і старшина для доручень Президента УНР в екзилі А. Лівицького; адміністративний сотник Армії УНР, майор (на еміграції).

## Біографія
Народився в сім'ї Мартина Семеновича та Марини Петрівни. Закінчив 6 класів гімназії. Був слухачем 2-гокурсу підготовчих курсів Київського університету Св. Володимира. Служив у російській армії рядовим (1912 -1917). Брав участь у скликанні 1-го Українського військового з'їзду (Київ, травень 1917) та формуванні українських частин. Співробітник Українського військового генерального комітету, Українського військового генерального секретаріату та Українського військового міністерства. Служив в Армії УНР (1917-1920). Інтернований до таборів Олександрова-Куявського і Каліша, де став активним учасником Братства Св. Кирила і Мефодія. Учасник Першого зимового походу. Лицар ордена Залізного хреста (1920).
Нелегально перейшов кордон із ЧСР. Дійсний слухач кооперативного відділу економічно-кооперативного факультету Української Господарської академії в Подєбрадах (1925—1929). Лікар УГА Олександр Плітас зазначав, що Яків Дзябенко «в 1925 році хорів на активний процес в обох вершках легенів». Захистивши «з успіхом задовольняючим» дипломну роботу на тему «Центральний союз сільськогосподарських товариств у Чехах», здобув фах інженера-економіста. У розписці, поданій до ректорату УГА, Яків Дзябенко підтверджує, що «винний бувшому кооперативному товариству „Україна“ в Подєбрадах 1392 крони» і зобов'язується до 1 січня 1933 року повернути цю суму до скарбниці академії для сплати нею боргів товариства «Україна».
Пожертвував кошти на видання книжки Симона Наріжного «Українська еміграція» (Прага, 1942).
Софія Качор писала:
| “Після хуртовини Другої світової війни сім старшин Армії УНР усвідомили потребу в збереженні пам’яток визвольної боротьби України. Вони вирішили продовжити традицію і працю Українського воєнно-історичного товариства (УВІТ), заснованого ще в 1925 р. у Каліші в Польщі (воно діяло у Варшаві до часу війни). У день Св. Юрія Переможця, тобто 6 травня 1948 р., в таборі Ді-Пі Майнц-Кастель у Німеччині вони підписали “Заповіт” про створення Українського воєнно-історичного інституту “для увіковічнення пам’яти про збройну визвольну боротьбу за Державність України шляхом збирання і збереження на чужині військових пам’яток для передачі їх звільненій від чужинецької влади Батьківщині”. Засновниками інституту були генерал-хорунжий Михайло Садовський, майори Микола Битинський, Захар Івасишин, Григорій Маслівець та Василь Филонович, підполковник Яків Дзябенко й полковник Микола Стечишин”. |
Нагороджений Хрестом Симона Петлюри.
Похований на Головному цвинтарі в місті Карлсруе.